# Azelo

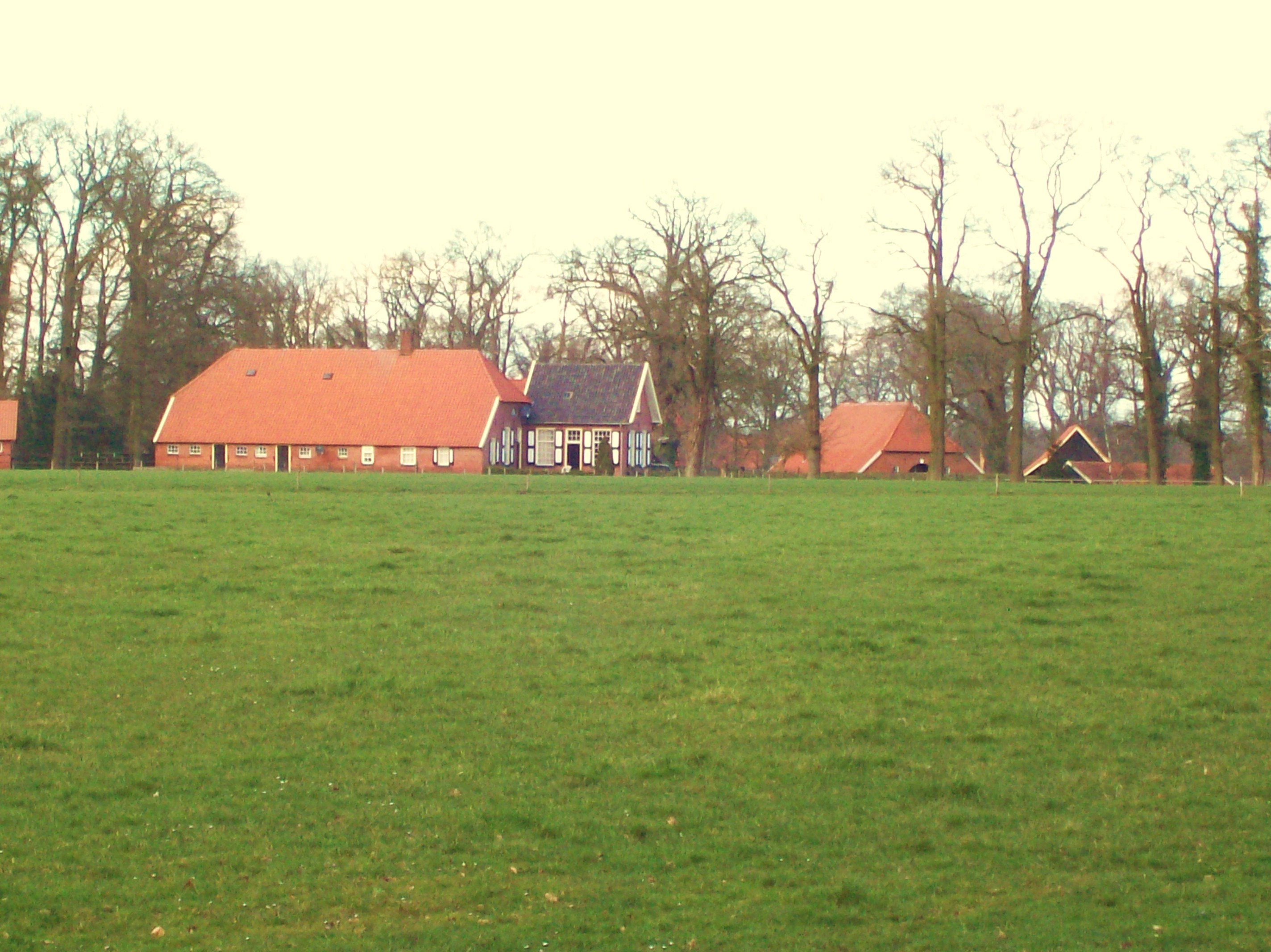
Erve Meijer in Azelo

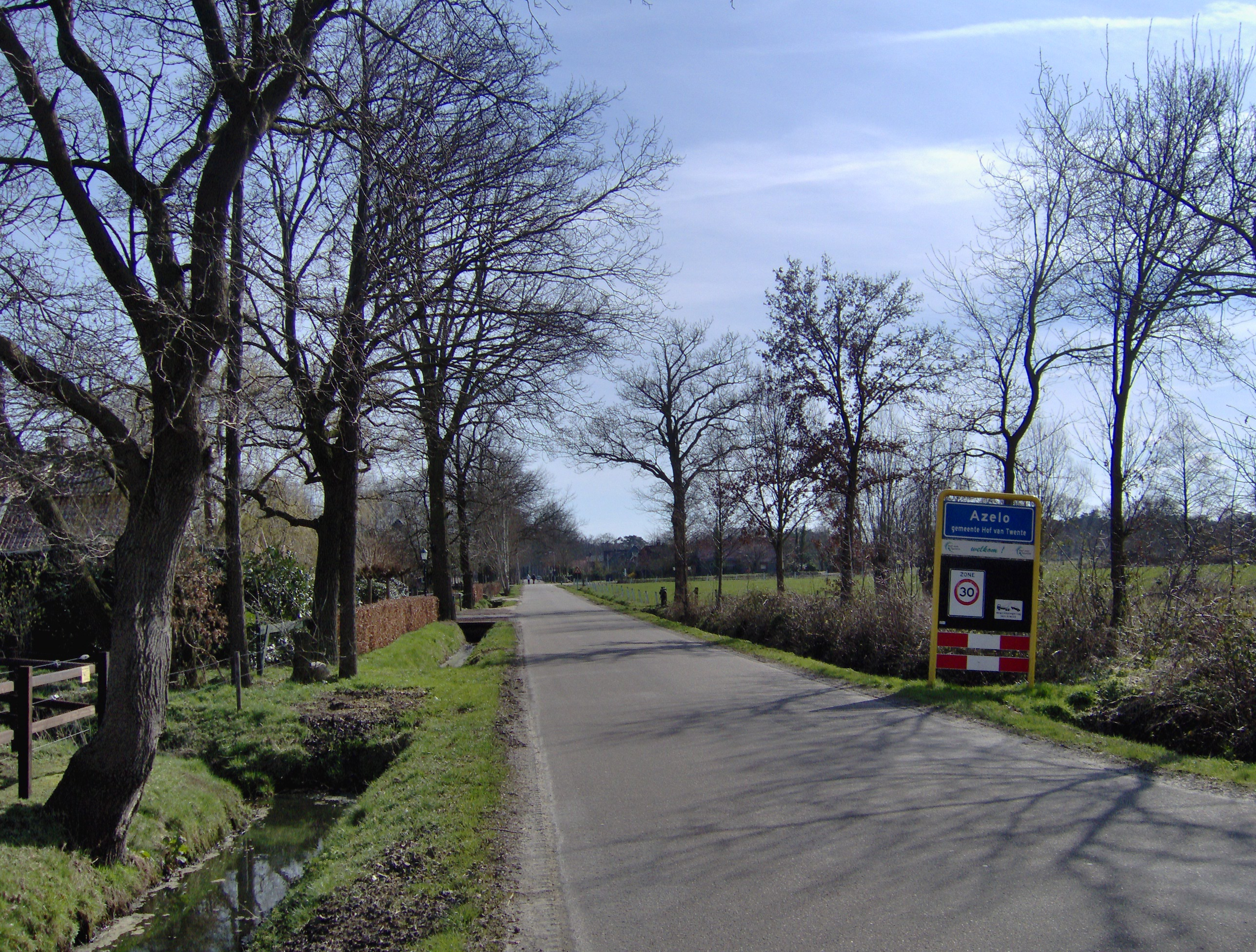
Blik op de buurtschap Azelo

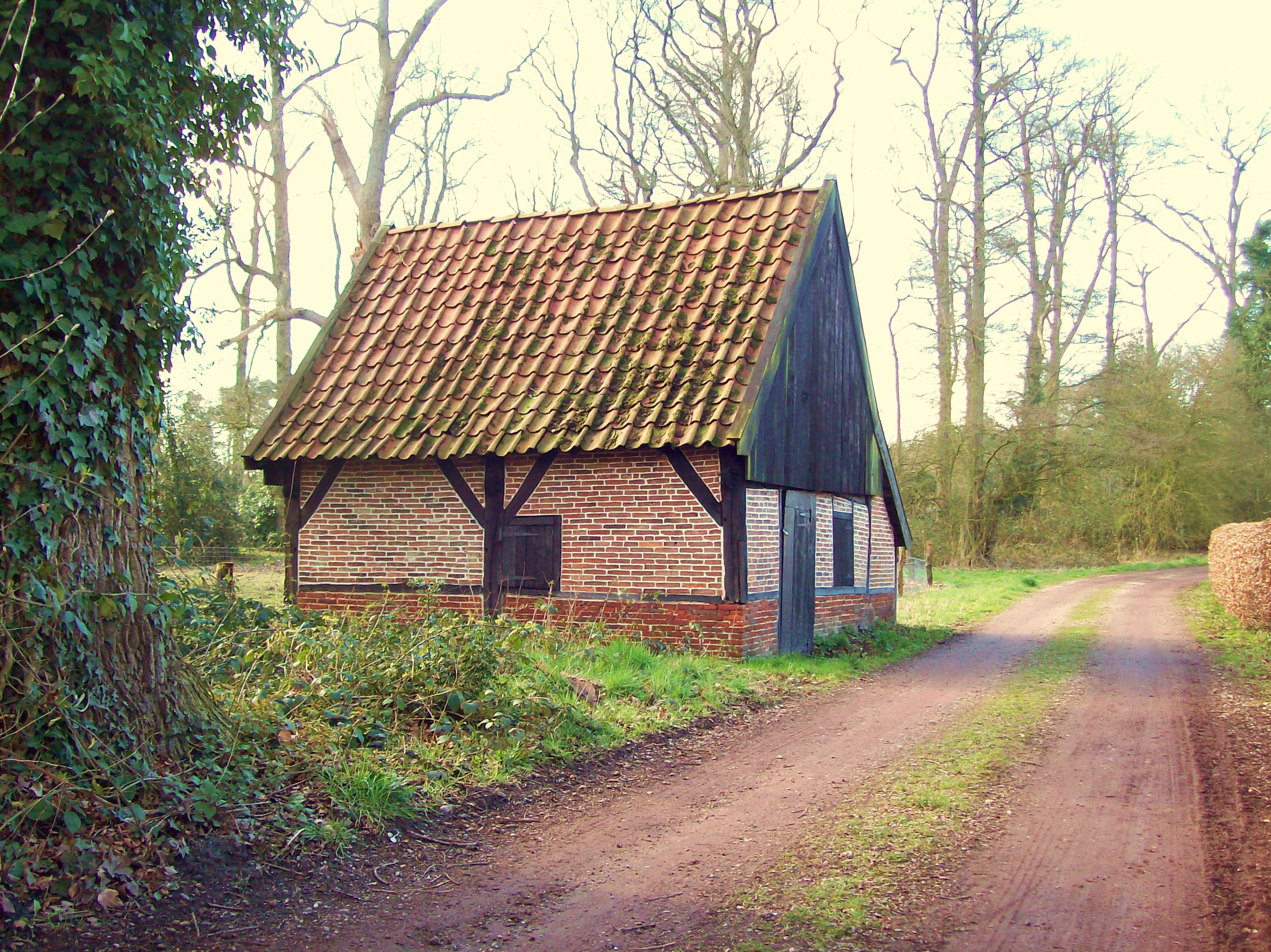
Bakspieker van Dubbelink

Azelo (Nedersaksisch: Oazel(e)) is een buurtschap in de gemeenten Hof van Twente en Borne in de Nederlandse provincie Overijssel. Het ligt tussen Borne, Bornerbroek en Delden in en telt ongeveer 250 inwoners. Tot 1 januari 2001 behoorde Azelo tot de gemeente Ambt Delden. De buurtschap is met name bekend door het knooppunt Azelo, waar de rijksweg 1 en de rijksweg 35 samenkomen.
Ten oosten van de kern van Azelo stroomt de Azelerbeek.
Azelo was vroeger een buurschap en marke in het richterambt Delden.
Het erfmarkenrichterschap van de marke Azelo lag oorspronkelijk op de Hof van Azelo, de huidige boerderijen Have en Meijer. Nadat Twickel in de zeventiende eeuw het markenrichterschap had gekocht werden de holtinks gewoonlijk op de boerderij Graes gehouden.
In de buurtschap Azelo lag vroeger de havezate Dubbelink. Een restant hiervan is het zogenaamde Meistershoes aan de Meijerinkveldkampsweg. Ook het oude bakspieker van Dubbelink bestaat nog.
Een groot deel van de boerderijen in Azelo, waaronder Graes, Grave, Morskate en de boerderijen op Dubbelink, hoort onder het landgoed Twickel.